# Julognathus
Julognathus is een geslacht van uitgestorven grote therocephalide therapsiden dat leefde tijdens het late Midden-Perm (Laat-Capitanien) in wat nu Europees Rusland is.
Er is slechts de ene soort, Julognathus crudelis, benoemd, beschreven in 2019 op basis van verschillende fossielen die zijn ontdekt in de plaats Sundyr, gelegen in de republiek Maris. Julognathus was het grootste roofdier in zijn omgeving. Met een schedel die drieënveertig centimeter lang is, is het ook een van de grootste bekende Therocephalia, die de grootte benadert van bepaalde Lycosuchidae die tegelijkertijd in Zuid-Afrika leefden. Julia A. Suchkova en Valeriy K. Golubev classificeerden Julognathus voorlopig in de familie Scylacosauridae vanwege een langwerpig preorbitaal gebied, in tegenstelling tot de korte, brede snuit van Lycosuchidae, de andere hedendaagse clade van grote basale therocephaliden.

## Etymologie
De geslachtsnaam Julognathus komt van Yul, de naam van de Wolga in de Mari-taal, en van het geromaniseerde Griekse gnathos 'kaak'. Het specifieke epitheton komt van het Latijnse crudelis, 'wreed'.

## Beschrijving
Julognathus is alleen bekend van losse schedelbeenderen van verschillende individuen. Holotype PIN 5388/51 is een linkertand. De rest van het bekende materiaal omvat acht andere dentaria, een spleniale, vier premaxillae, elf maxillae, een pariëtale kam, zes snijtanden, zestien hoektanden en vijf postcanine tanden. De grootste exemplaren maken het mogelijk om een schedel van drieënveertig centimeter lang te reconstrueren. De snuit is lang en smal zoals bij de Scylacosauridae-familie waaraan de ontdekkers zijn gehecht. Bij de diagnose van het geslacht definieerden Suchkova & Golubev Julognathus alleen door zijn grote omvang en zijn tandformule bestaande uit vijf bovenste voortanden, drie onderste voortanden, een boven- en onderhoektand, zes tot zeven bovenste postcaninen en zeven tot negen onderste postcaninen. In vergelijking met andere leden van deze groep verschilt Julonathus van Porosteognathus doordat hij minder tanden heeft op de premaxilla (vijf) en maxilla (zes tot zeven) en groter is. Hij verschilt van Alopecodon, Glanosuchus, Ictidosaurus, Pardosuchus, Pristerognathus en Scylacosaurus doordat hij een kleiner aantal bovenste voortanden heeft. Het onderscheidt zich ook van Alopecodon, Ictidosaurus, Pardosuchus en Scylacosaurus door de afwezigheid van precanine tanden op het bovenkaaksbeen.
Het dentarium van Julognathus is relatief massief, hoog in het achterste deel net voor de verhoging naar de processus coronoideus, en met op zijn antero-ventrale oppervlak een langwerpig kinuitsteeksel dat zich naar achteren uitstrekt tot het niveau van de vijfde tot de zesde postcanine. Het laterale oppervlak van het bot is versierd rond het gebied met de voortanden en de hoektand. De versiering wordt gevormd door kleine putjes verbonden door korte groeven. Buiten dit gebied is het bot bijna glad, met zeldzame openingen voor bloedvaten. Aan de achterkant van het dentarium is de processus coronoideus groot, oplopend in een hoek van dertig graden in het ventrale deel en vijfendertig graden in het dorsale deel. Bij de meeste exemplaren ontbreken of breken tanden tijdens tafonomische uitsteeksels. De bewaarde tanden en de lege tandkassen laten zien dat de rij tanden is samengesteld uit drie voortanden, een hoektand en zeven tot negen postcaninen. De tandkassen van de eerste twee voortanden zijn enigszins schuin naar voren gericht en staan zeer dicht bij elkaar. De diameter van de tandkas van de hoektand is bijna gelijk aan de lengte van de drie tandkassen van de voortanden. De postcaninen zijn nauw opeen ingeplant. Bij de kleinste exemplaren is de postcanine rij gescheiden van de hoektand door een diastema, terwijl de laatste afwezig is bij de grootste individuen. De postcaninen vertonen aan hun basis een ovale tandhals in dwarsdoorsnede, en een kroon enigszins afgeplat aan de zijkanten en smal naar boven toe, met getande voor- en achterranden.
Het spleniale (een bot van het linguale vlak van de onderkaak) is rechthoekig, diep, plat, zonder mediale projectie in het symphyseale deel.
De premaxilla is enorm en langwerpig. Het ventrale vlak draagt vijf zeer grote alveoli voor de voortanden. De eerste alveole heeft de kleinste diameter, de andere vier zijn groter en de derde is de grootste.
De bovenkaak is lang en relatief laag en bereikt een maximale hoogte rond de hoektand, die iets naar achteren helt. De premaxillaire en wanguitsteeksels zijn langwerpig. Het hoofdlichaam van het bot is vlak, behalve de alveolaire rij van de postcaninen en de uitwendige uitstulping van de zeer grote alveolus van de hoektand. De bovenkaak vertoont een goed ontwikkelde versiering van kleine putjes met aaneengesloten groeven en groeven. Putjes zijn geconcentreerd boven de hoektand en worden zeldzamer naar de randen toe. De ventrale rand van de bovenkaak is onregelmatig, steekt ventraal uit naar de buitenwand van de hoektandkas, dorsaal gebogen boven de postcanine tandenrij en proximaal ingedrukt ter hoogte van het premaxillaire uitsteeksel. De hoektand is groot, gezwollen en breed, zelfs bij het kleinste exemplaar (PIN 5388/427). Bij goed bewaarde exemplaren is deze altijd tweedelig van voor naar achter en bevat hij de overblijfselen van de vervangende hoektand. De functionele hoektand bevindt zich altijd voor de vervangende hoektand. Achter de hoektand staat een rij van zes tot zeven postcaninen. De hoektanden zijn groot, zwak gebogen over hun lengte, druppelvormig in dwarsdoorsnede aan de basis, met getande voor- en achterranden. De voorste rand is veel korter dan de achterste en is bij sommige exemplaren sterk gereduceerd of volledig afwezig. Ook de voortanden vertonen een regelmatig patroon in de lengte van de kartelranden: aan een zijde is de kartelrand korter of afwezig. Postcaninen onderscheiden zich door een fijne vertanding en een hoge tandhals (drie tot vier millimeter over een kroonlengte van een centimeter). De tanden van Julognathus zijn voorzien van kartels met vijftien tot twintig denticula per vijf millimeter snijrand. Ze zijn fijner gekarteld dan de tanden van Gorynychus sundyrensis, een andere therocephalide uit dezelfde locatie.
De wandbeenderen zijn groot, smal en versmolten ter hoogte van de sagittale beennaad. Het foramen pineale is klein, langwerpig en smal en bevindt zich aan de voorzijde van de wandbeenderen. Aan de onderzijde is het omgeven door een ondiepe inkeping. Verder naar achteren vormt het bot een vlak van de beennaad zonder teruggebogen platen die een hoek vormen met het vlak van de wandbeenderen. De twee wandbeenderen smelten onvolledig samen langs de sagittale beennaad; het vernauwende achterste foramen pineale is zeer zwak ontwikkeld, wat Julognathus onderscheidt van Porosteognathus uit de vindplaats Isheevo.

## Geografische en stratigrafische spreiding
De fossielen van Julognathus werden ontdekt op de Sundyr-vindplaats op de rechteroever van de Wolga (zuidelijke oever van het Tsjeboksary-reservoir) net stroomafwaarts van de monding van de Sundyr-rivier, in de republiek Maris in Europees Rusland. De Perm-lagen zijn meer dan dertig meter dik en zijn samengesteld uit bonte kleiachtige afzettingen die duidelijk zijn gestratificeerd met tussenbedden van mergel, kalksteen, conglomeraten, zand en zandsteen. De zandige afzettingen vormen vier goed gedefinieerde niveaus (leden). De vindplaats Sundyr is beperkt tot de top van de onderste zandige laag en het onderste deel van een bovenliggende kleilaag. Deze sedimenten komen overeen met een alluviale vlakte met een karakteristieke cycliciteit. Zandsteen en conglomeraten zijn kanaalsedimenten van een ondiepe waterzone met een uitgesproken variabiliteit in de intensiteit van de stroming, wanneer niet alleen fracties van zand, maar ook grind werden afgezet. De meer kleiachtige niveaus komen overeen met gebieden met ondiepe aanslibbing van de overstromingsvlakten, evenals met een dode arm van de rivier. De Sundyr Assemblage bevat de temnospondyle Dvinosaurus sp., de enosuchide Enosuchus alveolatus, de chroniosuchide Suchonica vladimiri, de leptorophide Leptoropha cf. talonophora, de kotlasiide Microphon exiguus, een onbeschreven tapinocephalide dinocephalide, de basale anomodont Parasuminia ivachnenkoi en de therocephalide lycosuchide Gorynychus sundyrensis. Naast tetrapoden leverde deze associatie resten op van vissen, tweekleppigen, gastropoden, ostracoden, conchostraca, planten en coprolieten. Door zijn samenstelling en zijn stratigrafische positie wordt de fossiele fauna van Sundyr geïdentificeerd als een nieuwe fauna-associatie, de Sundyr-associatie, tussen de associatie van Isheevo met dinocephaliden uit het Midden-Perm en de associatie van Sokolki met theriodonten die in wezen dateert uit de Laat-Perm. De Sundyr-associatie werd door biostratigrafie en magnetostratigrafie beperkt tot het Midden-Severodvinien of het vroege Laat-Severodvinien van de Russische stratigrafische schaal, overeenkomend met het Laat-Capitanien van de internationale stratigrafische schaal. De Sundyr-Assemblage wordt toegeschreven aan de nieuwe biozone in Suchonica vladimiri. Elders in Rusland wordt de Sundyr-Assemblage vertegenwoordigd door de Poldarsa-vindplaats op de linkeroever van de Sukhona-rivier in de oblast Vologda, die alleen de chroniosuchide Suchonica vladimiri heeft opgeleverd. In deze regio worden de fossielhoudende lagen toegeschreven aan een nieuwe stratigrafisch afzetting, de Ustpoldarsa-afzetting van de Poldarsa-formatie, dat wordt vertegenwoordigd door golvende grijze mergel met kalkhoudende klei en kleiachtige kalksteentussenvoegingen.

## Paleo-ecologie
De Sundyr-fauna is de enige in Oost-Europa waar de primitieve therocephaliden zeer grote afmetingen bereikten. Afgaande op het aantal gevonden botten was Julognathus crudelis de meest voorkomende en grootste soort daar met een gereconstrueerde schedellengte van drieënveertig centimeter. Een andere therocephalide die op dezelfde plek werd ontdekt, Gorynychus sundyrensis, was iets minder groot maar bereikte ook een grote afmeting met een geschatte schedellengte van vijfendertig tot veertig centimeter. Gorynychus sundyrensis nam ook de ecologische niche van een grote aaseter in, zoals kan worden afgeleid uit de aanzienlijke slijtage van zijn snijtanden en hoektanden. De Sundyr-associatie is dus uniek in de evolutionaire geschiedenis van de Therocephalia omdat het tot op heden de enige bekende fauna van het Midden-Perm vormt waar alleen therocephaliden de rol van grote terrestrische carnivoren bekleden. In Zuid-Afrika tijdens het late Midden-Perm, tijdens de Tapinocephalus Association Zone, behoorden de grote Scylacosauridae en Lycosuchidae tot de grootste landroofdieren met schedels van dertig tot zevenenveertig centimeter, maar het toproofdier was echter de dinocephalide Anteosaurus wiens schedel tachtig tot negentig centimeter kon bereiken bij de grootste exemplaren. Na het verdwijnen van de Dinocephalia leefden deze twee families van therocephaliden naast elkaar met de gorgonopside Gorgonops torvus (schedel dertig tot vijfendertig centimeter) in het onderste deel van de Endothiodon Association Zone (Lycosuchus - Eunotosaurus subzone) daterend vanaf de top uit het Midden-Perm en het begin van het Boven-Perm (260-258 miljoen jaar).